# Rhinochelys amaberti
Espèce
Rhinochelys amaberti est une espèce éteinte de tortues marines du sommet du Crétacé inférieur (Albien terminal), découverte en France à La Fauge, près de Grenoble, en Auvergne-Rhône-Alpes,. Elle a vécu il y a presque 100 Ma (millions d'années). 
Selon Hirayama en 1994, cette espèce est un synonyme junior de Rhinochelys pulchriceps, dont elle devrait porter le nom.